# Wilhelm von Ditfurth (General, 1852)
Wilhelm Hans Arthur von Ditfurth (* 6. September 1852 in Erfurt; † 6. März 1915 in Łomża in Polen) war ein preußischer Generalmajor und Mitglied des Preußischen Abgeordnetenhauses.

## Leben

### Herkunft und Familie
Wilhelm von Ditfurth entstammte dem Harzgauer Uradelsgeschlecht Ditfurth, aus dem zahlreiche namhafte Persönlichkeiten hervorgegangen sind. Er war ein Sohn des preußischen Obristen Arthur Alexander von Ditfurth (1813–1878), Sohn des Generals Wilhelm von Ditfurth (1780–1855). Seine Mutter war Elisabeth Wilhelmine Charlotte von Schack (1825–1868, Tochter des Hans Wilhelm von Schack).
Am 5. Juli 1879 heiratete er in Hannover Adelheid von Schmerfeld (* 1857 in Kassel). Aus der Ehe sind die Kinder Elisabeth (* 1880), Burchard (* 1886) und Annemarie (* 1890) hervorgegangen.
Sein Bruder Hans war Landrat des Landkreises Rinteln.

### Militärische Laufbahn
Am 16. Februar 1871 trat er in das Ersatzbataillon des 3. Garde-Regiment zu Fuß ein und wurde am 21. September 1871 zum Portepee-Fähnrich ernannt.
Am 14. April 1872 erhielt er die Ernennung zum Seconde-Lieutenant und wurde am 22. März 1881 zum Premierlieutenant befördert. Er übernahm den Dienst in der Trigonometrischen Abteilung der Landes-Aufnahme, deren Arbeiten später in der Topographisch-militairischen Charte von Teutschland Aufnahme gefunden haben.
Am 14. Februar 1888 zum Hauptmann befördert, wurde er einen Monat später im Generalstab als Vermessungsdirigent bei der Landesaufnahme „à la suite“ gestellt.
Am 14. November 1896 wurde er als Kompaniechef in das Niederrheinische Füsilier-Regiment Nr. 39 versetzt.
1909 erhielt er den Rang eines Generalmajors z. D.
Er war Verfasser verschiedener militärischer Abhandlungen. Am 6. März 1915 fiel er bei den Kämpfen um die Stadt Łomża, die von den deutschen Truppen eingenommen worden war.

### Politische Betätigung
Ditfurth war Mitglied der Deutschkonservativen Partei und wurde am 29. Juli 1909 aus dem Wahlkreis Kassel 1 zum Mitglied des Preußischen Abgeordnetenhauses gewählt.

### Auszeichnungen
- 1. Februar 1888 Ritter des Dannebrogordens[4]